# My Life Without Me
My Life Without Me is een film uit 2003 die gaat over een moeder van 23 jaar die te horen krijgt dat ze zal sterven. De film is gebaseerd op het boek Pretending the Bed Is a Raft van Nanci Kincaid.
De film won meerdere prijzen, waaronder de Genie Award voor beste actrice (Sarah Polley) en een Goya voor best afgeleid scenario en beste lied ("Humans Like You" van Chop Suey).

## Verhaal
Ann is een hardwerkende 23 jaar oude moeder die woont met haar twee kleine dochters en haar man in een kleine caravan. Ze heeft een moeder die haar leven ziet als mislukt en een vader die vastzit in de gevangenis. 's Nachts werkt ze als schoonmaakster op een universiteit. Nadat ze op een dag instort en naar het ziekenhuis gebracht wordt krijgt ze te horen dat de kanker heeft en binnen enkele maanden zal sterven. Ann besluit een lijst te maken met dingen die ze wil doen voordat ze overlijdt.

## Rolverdeling
- Sarah Polley– als Ann
- Amanda Plummer– als Laurie
- Scott Speedman– als Don
- Leonor Watling– als buurvrouw Ann
- Deborah Harry– als Anns moeder
- Maria de Medeiros– als de kapster
- Mark Ruffalo– als Lee
- Julian Richings– als dokter Thompson
- Jessica Amlee– als Penny
- Kenya Jo Kennedy– als Patsy
- Alfred Molina– als Anns vader